# Hundstrup (plaats)
Hundstrup is een plaats in de Deense regio Zuid-Denemarken, gemeente Svendborg. De plaats telt 227 inwoners (2008).
- Library of Congress Control Number: n85128121
- Nationale Bibliotheek van Israël: 987007562192205171
- Virtual International Authority File: 124399267